# Alain Pégouret
Alain Pégouret, né le 28 août 1966 à Cannes  est un chef cuisinier français. Il était le chef du restaurant parisien « Le Laurent » depuis 2001 jusqu'au 30 avril 2019, aujourd'hui chef propriétaire du restaurant « Le Sergent Recruteur ».

## Biographie
Alain Pégouret est né le  28 août 1966 à Cannes et a été dès son plus jeune âge baigné dans la gastronomie. En 1984(18 ans), il abandonne le lycée pour obtenir son BEP de cuisine à Cannes et commence sa carrière en 1989 auprès de Joël Robuchon. En 1992, il intègre la brigade de Christian Constant au Crillon. Celui-ci lui propose en 1997 de devenir le chef de cuisine du Violon d'Ingres. Il deviendra ainsi le bras droit de Christian Constant. 
Il part ensuite voler de ses propres ailes et en février 2001, il succède à Philippe Braun à la tête des cuisines du restaurant « Le Laurent » dont il est le chef de cuisine jusqu'en avril 2019. Il aura passé 18 ans à la tête de la table parisienne de l'avenue Gabriel. 
Il décide en 2019 de se consacrer "pleinement à un nouveau projet" en reprenant le Sergent Recruteur dans le 4e arrondissement de la capitale qui gagne dès 2020 sa première étoile au prestigieux guide Michelin. 
Il déclare en 2013 : « Ce métier est un sacerdoce, toute ma vie s’est greffée sur l’exigence et l’intensité qu’impose ma profession » et considère Christian Constant et Joël Robuchon comme ses deux mentors. 

## Honneurs
- 1993 : Lauréat du trophée national de cuisine et de pâtisserie[2]
- 1998 : Première étoile Michelin pour le Violon d'Ingres[2]
- 1999 : Deuxième étoile Michelin pour le Violon d'Ingres[2]
- 2020 : Première étoile Michelin pour le Sergent Recruteur [5]